# Лесовичи (Таращанский район)
Лесови́чи (укр. Лісовичі) — село, входит в Таращанский район Киевской области Украины.
Население по переписи 2001 года составляло 1501 человек. Почтовый индекс — 09513. Телефонный код — 4566. Занимает площадь 8,787 км². Код КОАТУУ — 3224483201.

## Местный совет
09513, Київська обл., Таращанський р-н, с. Лісовичі

## Известные уроженцы
- Литовченко, Евгений Анатольевич